# Delphinium pyramidale
Delphinium pyramidale är en ranunkelväxtart som beskrevs av John Forbes Royle. Delphinium pyramidale ingår i släktet storriddarsporrar, och familjen ranunkelväxter. Inga underarter finns listade i Catalogue of Life.